# Priya Cooper
Priya Naree Cooper (South Perth, 2 ottobre 1974) è una nuotatrice paralimpica australiana vincitrice di nove medaglie d'oro paralimpiche oltre ad aver stabilito record mondiali.
Ha fatto parte della squadra di nuoto australiana alle Paralimpiadi estive del 1992, 1996 e 2000 gareggiando nella classe S8. È stata due volte co-capitano della squadra paralimpica australiana ed è stata la portabandiera australiana alle cerimonie di chiusura delle Paralimpiadi estive del 1992 e del 1996. Dopo aver concluso la sua carriera paralimpica competitiva è diventata commentatrice e ha seguito gli eventi di nuoto ai Giochi del Commonwealth del 2002.

## Biografia
Priya Naree Cooper è nata con una paralisi cerebrale e trascorre il 75% del suo tempo su una sedia a rotelle. Da bambina è stata incoraggiata dalla madre a provare diversi sport tra cui il tip tap e il balletto.
Con l'incoraggiamento del padre, Cooper iniziò a nuotare nella piscina del suo cortile quando aveva sei anni. Suo padre le insegnò a nuotare facendole indossare grandi galleggianti gialli. Iniziò a nuotare a livello agonistico ai campionati scolastici e nel primo a cui ha partecipato arrivò sesta nella divisione femminile dei 50 metri farfalla. Un insegnanteinformò lei e la sua famiglia della realtà dello sport per disabili. La prima reazionePriya Cooper fu quella di chiedersi se fosse "abbastanza disabile" per competere. Fece la sua prima apparizione nella squadra nazionale quando era al 12º anno di scuola, dopo aver vinto dodici medaglie d'oro in incontri nazionali di nuoto. A quel tempo Cooper aveva già iniziato ad allenarsi seriamente, svegliandosi alle 4 del mattino per assicurarsi di avere tutto il tempo di allenarsi in piscina.
Cooper ha studiato alla Curtin University, dove si è laureata in promozione della salute e media. È stata anche un'oratrice pubblica partecipando a eventi per parlare di disabilità. Cooper ha avuto un incarico di sceneggiatrice per una stazione radio a Perth.
Cooper inoltre è stata una commentatrice degli eventi di nuoto durante i Giochi del Commonwealth del 2002. È un'ambasciatrice di Therapy Focus e un membro del Disabilities and Carer Council. È attivamente coinvolta nella raccolta di fondi per diverse organizzazioni di beneficenza e ha preso parte all'evento di beneficenza Great Pram Push tenutosi a East Fremantle per la raccolta fondi a favore della Starlight Children's Foundation e della Children's Leukaemia and Cancer Research Foundation.
Nel 2022 è stata nominata presidente del Western Australian Institute of Sport, ma si è dimessa l'anno successivo.
Cooper è sposata con il nuotatore paralimpico Rodney Bonsack e ha due figli. Bonsack ha avuto entrambe le gambe amputate sopra le ginocchia in un incidente aereo nel 1987. Cooper e suo marito gestiscono un'attività motivazionale, Success is a Choice Global, che è stata pensata per aiutare le persone a massimizzare le proprie vite.

## Carriera
Cooper è una campionessa mondiale di nuoto per disabili, vincitrice di nove medaglie d'oro paralimpiche e di altrettante medaglie d'oro ai campionati mondial oltre ad aver battuto diversi record. Ha rappresentato la Wheelchair Sports Western Australia ai National Wheelchair Games del 1991 vincendo nove medaglie d'oro. La sua piscina di allenamento era lo Swan Park Leisure Centre nel quartiere di Midvale, a Perth. Ha avuto diversi allenatori nel corso della sua carriera agonistica tra cui Matthew Brown e Frank Ponta.
All'età di 17 anni Cooper fece il suo debutto paralimpico alle Paralimpiadi estive del 1992 a Barcellona. A causa di problemi di finanziamento per la Federazione Paralimpica Australiana, tutto il team rischiava di non poter partecipare alla manifestazione. La Federazione però fece un appello ai cittadini per reperire i finanziamenti per riuscire a coprire i costi del trasporto della squadra a Barcellona. Una serie di piccole donazioni permisero a Cooper e ad altri atleti australiani di poter competere. Vinse tre medaglie d'oro e due d'argento e batté due record mondiali e tre record paralimpici. Le fu offerta una borsa di studio non residenziale dell'Australian Institute of Sport Athletes with a Disability per il nuoto nel 1993 e fu sostenuta fino al 2000.
Cooper è stata una co-capitana della squadra australiana alle Paralimpiadi estive del 1996 di Atlanta dove ha gareggiato in sei eventi individuali e due staffette nella classe S8 e vincendo cinque medaglie d'oro, quattro individuali e una di squadra, una medaglia d'argento e una di bronzo. Ha stabilito record mondiali nei 200 metri misti e nei 400 metri stile libero. Ha anche stabilito record personali nei 100 metri dorso e nei 100 metri stile libero. Il suo tempo record mondiale nei 400 metri stile libero è stato di 5:11.47, il suo tempo nei 100 metri dorso è stato di 1:23.43 mentre il suo tempo nei 100 metri stile libero è stato di 1:12.08.
Nel 1998 Cooper gareggiò ai Campionati mondiali di nuoto paralimpico a Christchurch, in Nuova Zelanda dove stabilì un record mondiale nei 400 m stile libero. Stabilì poi un altro record mondiale sempre nella classe S8, con un tempo di 10:40.03 negli 800 m stile libero, tre secondi più veloce del record precedente. Vinse anche una medaglia d'oro nei 200 m misti individuali, con un arrivo che era mezzo secondo più lento del suo precedente record mondiale.
Sempre nel 1998 Cooper partecipò ai Campionati del Queensland sponsorizzati dalla Sporting Wheelies and Disabled Association in cinque eventi di nuoto. Lei e Brad Thomas furono invitati a partecipare come ospiti speciali.
Nel 1999 Cooper si trasferì a Sydney, sede delle Paralimpiadi estive del 2000, per prepararsi ai Giochi mentre la sua famiglia continuò a vivere a Perth. Durante questo periodo realizzò diversi video didattici per il Comitato Organizzativo di Sydney per i Giochi Olimpici (SOCOG) per aiutare a formare i volontari per i Giochi.
Alle Paralimpiadi estive del 2000, i suoi ultimi giochi, fu co-capitano della squadra paralimpica australiana e al contempo sorsero alcune preoccupazioni sul fatto che non sarebbe stata in grado di competere a causa di un infortunio alla spalla, eventualità che non si verificò. Prima dell'inizion della competizione Cooper fu costantemente preoccupata di quanto gli australiani e il mondo sarebbero stati ricettivi in termini di sport per disabili, ma rimase sorpresa dal fatto che gli australiani e i visitatori internazionali sostenessero gli atleti che partecipavano ai Giochi paralimpici. Vinse l'oro nei 400 m stile libero e vinse tre medaglie di bronzo nei 100 metri stile libero, nella staffetta 4 x 100 metri stile libero e nella staffetta mista 4 x 100 metri. Alla conclusione dei Giochi, Cooper ebbe la convinzione che avessero avuto un impatto sociale di lunga portata in termini di creazione di un'immagine migliore per le persone disabili in tutto il paese e di aiuto ad aumentare la loro accettazione come parte della società australiana oltre al fatto che avrebbero contribuito ad aumentare il numero di spettatori per gli sport paralimpici in tutto il paese.
Lo stile di nuoto di Cooper si basava sulla forza della parte superiore del corpo. Nonostante il suo amore per l'acqua, Cooper aveva paura di nuotare in acque libere dell'oceano. Per superare questa paura ha gareggiato nel 2002 nella Rottnest Channel Swim di 20 chilometri in acque libere nell'Australia Occidentale.

## Riconoscimenti
Cooper è stata scelta come porta bandiera alle cerimonie di chiusura delle Paralimpiadi estive del 1992 e del 1996. Nel 1993 le è stata conferita la medaglia dell'Ordine dell'Australia. Due anni più tardi è stata nominata Paralimpica dell'anno e nel 1999 è stata la Giovane australiana dell'anno per lo sport. Nel 2000 ha ricevuto la Medaglia dello sport australiano ed è stata inserita nella Western Australian Hall of Champions nel 2006 e nella Swimming Western Australia Hall of Fame nel 2008.
Nel 2009 Cooper è stata scelta per inaugurare ufficialmente lo stadio dell'Università Curtin. Ha partecipato alle celebrazioni del decimo anniversario dei Giochi olimpici e paralimpici di Sydney tenutesi al Sydney Olympic Park nel 2010.
Nell'ottobre 2015, è diventata la quarta atleta paralimpica ad essere inserita nella Sport Australia Hall of Fame.
Nel 2022 è stata inserita nella Paralympics Australia Hall of Fame. Nel novembre 2023 Cooper è stata promossa a "Leggenda" nella Western Australian Hall of Champions.

## Palmarès

### Giochi paralimpici
| Anno | Manifestazione               | Sede       | Evento                                              | Risultato | Note |
| ---- | ---------------------------- | ---------- | --------------------------------------------------- | --------- | ---- |
| 1992 | IX Giochi paralimpici estivi | Barcellona | 50 metri stile libero classe S8                     | Oro       |      |
| 1992 | IX Giochi paralimpici estivi | Barcellona | 100 metri stile libero classe S8                    | Oro       |      |
| 1992 | IX Giochi paralimpici estivi | Barcellona | 200 metri misto individuali                         | Oro       |      |
| 1992 | IX Giochi paralimpici estivi | Barcellona | 100 metri dorso classe S8                           | Argento   |      |
| 1992 | IX Giochi paralimpici estivi | Barcellona | 540 metri stile libero classe S8                    | Argento   |      |
| 1996 | X Giochi paralimpici estivi  | Atlanta    | 100 metri stile libero classe S8                    | Oro       |      |
| 1996 | X Giochi paralimpici estivi  | Atlanta    | 400 metri stile libero classe S8                    | Oro       |      |
| 1996 | X Giochi paralimpici estivi  | Atlanta    | 100 metri dorso classe S8                           | Oro       |      |
| 1996 | X Giochi paralimpici estivi  | Atlanta    | 200 metri misto individuali                         | Oro       |      |
| 1996 | X Giochi paralimpici estivi  | Atlanta    | Staffetta 4x100 metri stile libero                  | Oro       |      |
| 1996 | X Giochi paralimpici estivi  | Atlanta    | 50 metri stile libero classe S8                     | Argento   |      |
| 1996 | X Giochi paralimpici estivi  | Atlanta    | 100 metri farfalla classe S8                        | Bronzo    |      |
| 2000 | XI Giochi paralimpici estivi | Sydney     | 100 metri stile libero classe S4                    | Oro       |      |
| 2000 | XI Giochi paralimpici estivi | Sydney     | Staffetta 4x50 metri stile libero classe - 20 punti | Bronzo    |      |
| 2000 | XI Giochi paralimpici estivi | Sydney     | Staffetta 4x50 metri stile libero classe S4         | Bronzo    |      |
| 2000 | XI Giochi paralimpici estivi | Sydney     | 50 metri stile libero                               | Bronzo    |      |

### Mondiali
| Anno | Manifestazione               | Sede         | Evento                                  | Risultato | Note |
| ---- | ---------------------------- | ------------ | --------------------------------------- | --------- | ---- |
| 1994 | Campionati mondiali di nuoto | La Valletta  | 50 metri stile libero classe S8         | Oro       |      |
| 1994 | Campionati mondiali di nuoto | La Valletta  | 100 metri stile libero classe S8        | Oro       |      |
| 1994 | Campionati mondiali di nuoto | La Valletta  | 400 metri stile libero classe S8        | Oro       |      |
| 1994 | Campionati mondiali di nuoto | La Valletta  | 200 metri misto individuale classe SM7  | Oro       |      |
| 1994 | Campionati mondiali di nuoto | La Valletta  | 100 metri dorso classe S8               | Oro       |      |
| 1998 | Campionati mondiali di nuoto | Christchurch | 100 metri stile libero classe S8        | Oro       |      |
| 1998 | Campionati mondiali di nuoto | Christchurch | 400 metri stile libero classe S8        | Oro       |      |
| 1998 | Campionati mondiali di nuoto | Christchurch | 200 metri misto individuale classe SM7  | Oro       |      |
| 1998 | Campionati mondiali di nuoto | Christchurch | 100 metri dorso classe S8               | Argento   |      |
| 1998 | Campionati mondiali di nuoto | Christchurch | Staffetta 4x100 metri stile libero open | Argento   |      |